# Grijsborstmierpitta
De grijsborstmierpitta (Grallaria albigula) is een zangvogel uit de familie Grallariidae (mierpitta's).

## Verspreiding en leefgebied
Deze soort komt voor van Peru tot Argentinië en telt twee ondersoorten:
- G. a. albigula: zuidoostelijk Peru en Bolivia.
- G. a. cinereiventris: noordwestelijk Argentinië.

## Status
De grootte van de populatie is niet gekwantificeerd maar de soort wordt omschreven als schaars. Op de Rode lijst van de IUCN heeft deze soort de status niet bedreigd.